# Крістіансбург (Вірджинія)
Крістіансбург (англ. Christiansburg) — місто (англ. town) в США, в окрузі Монтгомері штату Вірджинія. Населення — 23 348 осіб (2020).

## Географія
Крістіансбург розташований за координатами 37°8′29″ пн. ш. 80°24′9″ зх. д. / 37.14139° пн. ш. 80.40250° зх. д. (37.141342, -80.402408).  За даними Бюро перепису населення США в 2010 році місто мало площу 37,30 км², з яких 37,24 км² — суходіл та 0,06 км² — водойми.

## Демографія
Згідно з переписом 2010 року, у місті мешкала 21 041 особа в 8873 домогосподарствах у складі 5609 родин. Густота населення становила 564 особи/км².  Було 9556 помешкань (256/км²).
Расовий склад населення:
| - 89,5 % — білих - 6,2 % — чорних або афроамериканців - 1,4 % — азіатів - 0,3 % — корінних американців |

До двох чи більше рас належало 1,9 %. Частка іспаномовних становила 2,2 % від усіх жителів.
За віковим діапазоном населення розподілялося таким чином: 23,1 % — особи молодші 18 років, 64,7 % — особи у віці 18—64 років, 12,2 % — особи у віці 65 років та старші. Медіана віку мешканця становила 35,4 року. На 100 осіб жіночої статі у місті припадало 91,9 чоловіків;  на 100 жінок у віці від 18 років та старших — 89,1 чоловіків також старших 18 років.
Середній дохід на одне домашнє господарство  становив 70 111 долар США (медіана — 52 979), а середній дохід на одну сім'ю — 82 786 доларів (медіана — 65 645). Медіана доходів становила 50 563 долари для чоловіків та 40 274 долари для жінок. За межею бідності перебувало 10,5 % осіб, у тому числі 13,9 % дітей у віці до 18 років та 8,4 % осіб у віці 65 років та старших.
Цивільне працевлаштоване населення становило 11 652 особи. Основні галузі зайнятості: освіта, охорона здоров'я та соціальна допомога — 32,3 %, роздрібна торгівля — 13,5 %, науковці, спеціалісти, менеджери — 11,0 %, виробництво — 10,9 %.

## Відомі люди
- Генрі Кінг ( 1886 —  1982) — американський актор і кінорежисер.